# 도덴 아라카와선
도덴 아라카와 선(일본어: 都電荒川線)은 일본의 노면 전차 노선 중의 하나이다. 도쿄 도 교통국이 운영하고 있으며, 도쿄도 아라카와구에 있는 미노와바시 정류장과 신주쿠구에 있는 와세다 정류장을 잇는다.
2017년 4월 28일부터 이 노선의 애칭을 도쿄 사쿠라 트램(일본어: 東京さくらトラム)으로 정했다. 역번호에 사용되는 노선 기호는 SA이며, 2017년 11월 하순부터 순차적으로 도입하고 있다.

## 개요
도쿄 23구 안에 다수 존재하고 있었던 노면 전차의 노선 가운데 아라카와 선은 유일한 존속 노선으로 운영되고 있다. 또, 도쿄도내를 달리는 궤도선은 신교통 유리카모메의 궤도 취급의 부분을 제외하면 도큐 세타가야 선과 아라카와 선뿐이다.
아라카와 선은 오지 전기 궤도를 도쿄 도(당시는 도쿄시)가 매수한 것으로, 원래는 27계통과 32계통으로서 따로 따로 운행하고 있었지만 노면 전차 전면 폐지가 된 1972년 11월 12일에 전용 궤도를 가지는 동계통이 아라카와 선으로서 남았다. 현재도 나이든 사람들 중에는 「오지 전철」이라고 부르는 사람을 볼 수 있다.
차도와 구분되어 있지 않은 순수한 병용 구간은 메이지 도리(국도 122호) 위의 오지 역 앞 - 아스카야마 사이뿐이다. 이전에는 오다이 - 미야노마에 사이에도 있었지만, 도로확폭에 수반해 차도와 선로가 분리되었다. 그 밖에 이 구간을 포함한 오다이 - 구마노 앞 사이의 도로 중앙을 센터 리져베이션 방식으로 다니고 있다. 그 이외의 구간은 대부분이 전용 궤도이다.
현재는 1량 편성(단행)의 1인 승무로 운행되고 있다.

## 운임
운임은 전구간이 어른 170엔·소아 90엔(2014년 7월 19일 현재). IC 카드 사용은 어른 165엔·소아 82엔.

### 버스 공통 카드·IC 카드
1994년 10월 1일에 도입된 버스 공통 카드(그 이전에도 1993년 11월 1일에 노면 전차·도 버스 전용의 T카드가 발매되고 있었다)나 2007년 3월 18일에 도입된 IC 카드「PASMO」 「Suica」(다만 Suica는 일부 제외)가 사용 가능하고,PASMO를 도입한 노선 버스와 마찬가지로 모든 차량에는 전면 우측으로 「PASMO」표시가, 측면 승차구 옆에 「PASMO Suica 버스 공통 카드 이용하실 수 있습니다」라는 표시가 있다. 버스 공통 카드는 차내에서도 구입할 수 있는 것 외에 IC 카드에는 버스 이용 특전 서비스나 차내에서 승무원에게 신청해 충전 할 수 있는 서비스 등 도쿄도 경영 버스와 같은 서비스가 적용된다. 이 외 , 자기식의 「도쿄 도 경영 버스 전용 승계 할인 카드」도 사용할 수 있지만, 아라카와 선에서는 승계할인의 적용은 없다(IC 카드에 의한 승계도 마찬가지).

### 회수권
2009년 현재에도 회수권이 발매되고 있다. 발매액은 1,000만엔으로, 「160엔×7매」와「80엔×14매」의 2종류가 발매되고 있다. 함께 이용 가능한 금액이 1,120엔이 되기 때문에 같은 발매액의 버스 공통 카드(1,100엔 분리용 가능)보다 20엔분 특전액이 많다. 덧붙여 발매액 3,000엔(3,360엔 분리용 가능)의 버스 공통 카드와는 할인율이 동률로, 발매액 5,000엔(5,850엔 분리용 가능)의 버스 공통 카드는 회수권보다 할인율이 높다.
2008년 11월 1일부터 권면에 사진이나 광고 등을 인쇄할 수 있는 「노면 전차 프리 디자인 회수권」을 발매하고 있다.

### 하루 승차권
1일에 한정해 몇 번이라도 승/하차 할 수 있는 하루 승차권이 발매되고 있다.

#### 노면 전차 하루 승차권
노면 전차 전용의 것은 어른 400엔·소아 200엔으로, 차내에서는 발매 당일 통용의 승차권과 IC 카드(PASMO 또는 Suica에 정보를 입력해 발행)의 2종류를 발매하고 있다. 승차 때마다 승차권을 제시하거나,IC 카드는 요금 상자의 IC판독부에 터치해, 몇 번이라도 승강할 수 있다. 구입은 승차권이 현금,IC 카드가 충전 잔액 지불이 된다. 차내에서 판매하는 당일 판매는 감열지에 운임 상자의 프린터로 일자를 인자하는 것으로 즉석에서 발행할 수 있다.

#### 도쿄 도 경영 통째로 표
노면 전차 외에 도쿄 도 경영 지하철,도쿄 도 경영 버스, 닛포리·도네리 라이너에 승차할 수 있는 하루 승차권 「도쿄 도 경영 통째로 표」도 있다. 어른 700엔·아이 350엔. 노면 전차 차내에서의 발매는 발매 당일 통용의 승차권(비 자기권)만 된다. 덧붙여 2008년 3월 29일까지는 「노면 전차·도 버스·도쿄 도 경영 지하철 하루 승차권」으로서 발매되고 있었지만, 동일 이전에 발매된 승차권으로도 닛포리·도네리 라이너의 이용이 가능하다.

#### 도쿄 프리 표
도쿄 도 경영 교통(우에노 현수선 제외)외에 JR선의 도쿄 도 구내 구간·도쿄 메트로선 전선에 유효한 「도쿄 프리 표」가 아라카와 전철 영업소나 니시스가모 역을 시작으로 하는 도쿄 도 경영 지하철 각 역(오시아게·시로가네다가나와 - 메구로간의 각 역 제외), 노면 전차·도 버스·도쿄 도 경영 지하철 정기권 매장(일부 제외), 오지역·오쓰카역을 시작으로 하는 JR선의 도쿄 도 구내 각 역, 도쿄 메트로의 정기권 매장(니시후나바시역 제외)으로 발매되고 있다. 노면 전차 차내에서의 발매는 없다.

#### 정기권
노면 전차 아라카와 선과 도쿄 도 경영 지하철, 도쿄 도 경영 버스, 닛포리·도네리 라이너의 정기권은 각각의 정기 운임의 합계액으로부터 10% 할인이 된다. 게다가 환경 정기권 제도나 통학 학기 정기권의 발매도 실시하고 있다.

## 승차 방법
아라카와 선은 「전 승차· 후 하차」로, 전술과 같이 운임 수취인 부담이다. 운임 상자는 거스름돈 방식(환전식은 아니다). 복수인으로 승차하는 경우는 반드시 승무원에게 인원수를 말하고 나서 운임을 지불한다. 또, 하차 할 때는 하차 신호 버저를 누른 뒤 뒷문으로 하차 한다.
덧붙여 오지 역 앞 정류소에는 승강장상에 운임 상자가 설치되어 있어 개찰구 역할을 하고 있다. 동정류소로부터 승차하는 경우, 하차구로부터의 승차도 가능하다.

## 운행 형태
이른 아침과 심야를 제외하고 평균 5-6분 간격으로 운전되고 있다. 전구간 운행이 중심이지만 오지 역 앞,아라카와 차고 앞,마치야 역 앞, 오쓰카역 앞 발착의 구간 운전도 있다. 각 정류장의 평일 시각표는 「5-6분 간격」이라고 표기되어 있어 명확한 시각표는 존재하지 않는다. 그 때문인지 각 정류장에는 전철 접근과 행선지를 표시하는 안내 표시기가 설치되어 있다. 또, 다객 시간대를 중심으로 2차량의 전철이 속행 운전하는 경우도 있다. 토요일·휴일 중, 특히 맑은 날에는 이용자가 증가하기 때문에 구간 운전의 전철을 임시에 증발하는 일도 자주 있다.

## 역사

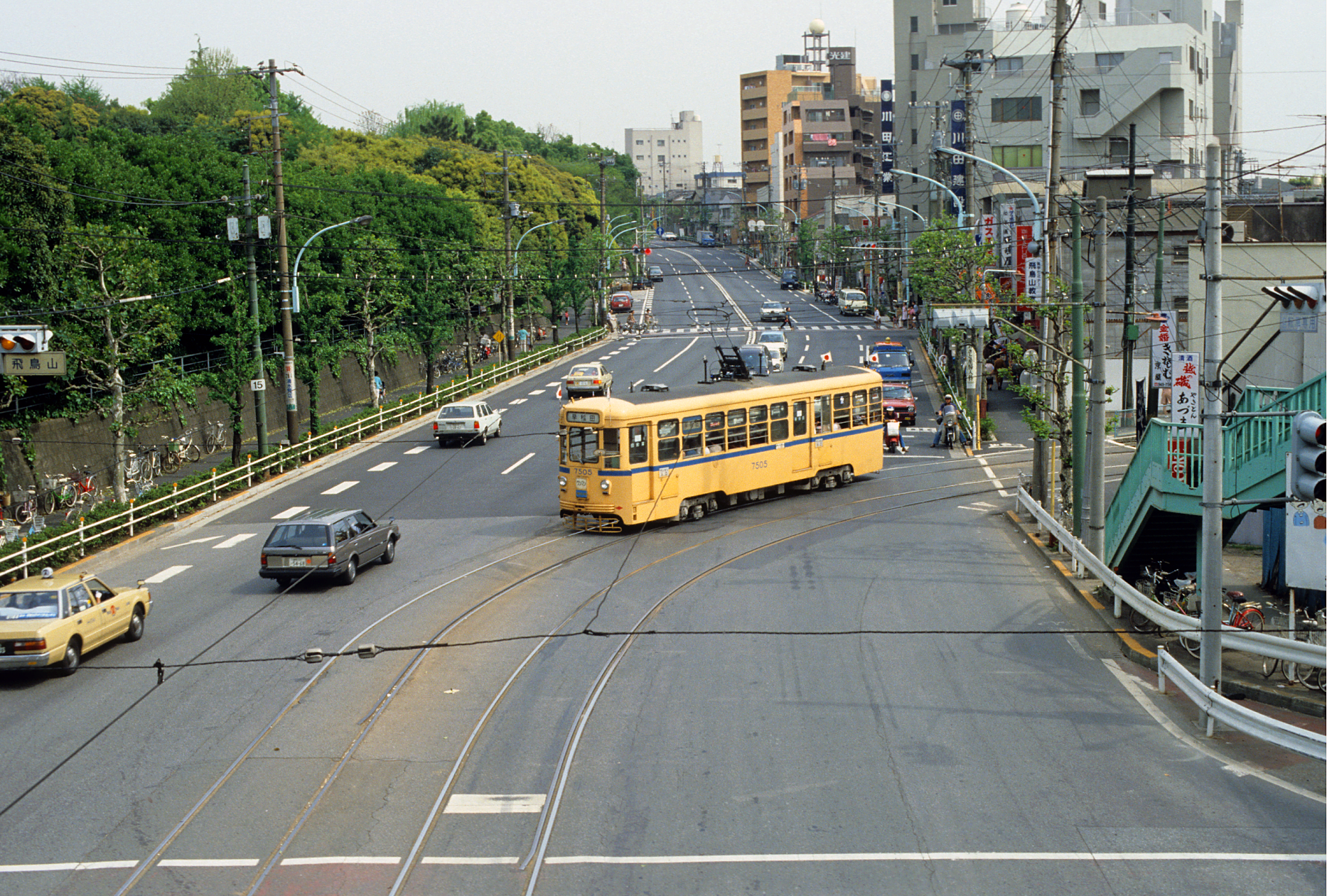
1985년 당시의 아라카와 선(오지 역 앞 - 아스카 산간)

1960년대의 노면 전차 폐지 흐름 중에서, 예외적으로 27계통(미노와바시 - 아카바네)와 32계통(아라카와 차고 앞 - 와세다)는 함께 노선의 대부분이 원래 사철의 오지 전기 궤도에 의해서 건설된 노선이라고 하기도 하고, 에노시마 전철이나 게이세이 전철과 같이 「교외 전철」의 색조가 강하고, 대부분이 전용 궤도이며, 또 노선이 거의 병행하고 있는 메이지도리는 정체가 항상 발생했기 때문에 버스에서는 정시 운행이 곤란했었기 때문에, 대체 버스의 운행이 어렵고, 연선 주민이나 도민으로부터의 존속 요망이 강했다.
결국,기타모토 거리 위에 있었던 27계통의 일부(오지 역 앞 - 아카바네간)이 폐지된 것만으로 살아 남았다. 그리고, 1974년에 그 때까지 별개의 계통으로서 운행되고 있었던 27계통과 32계통을 통합해 「아라카와 선」이라고 개칭되었다. 동년에는 1일 평균 약 9만명의 이용이 있었지만, 연선의 공장이나 대학의 이전, 또 지하철 난보쿠 선 개통의 영향 등에서 5만 5,000-5만 8,000명으로 추이해, 2006년에는 5만 3,000명대로 당초의 60% 정도로 침체되어 있다. 덧붙여 27계통의 오지 역 앞 - 아카바네간에는 현재 도쿄 도 경영 버스의 57계통이 운행되고 있다.
또,27계통 종점의 「아카바네」란 현재의 동일본 여객철도(JR동일본)의 아카바네역은 아니고 도쿄 도 도로 311호·국도 122호(기타모토)의 「아카바네 교차점」부근에서 현재의 도쿄 지하철 난보쿠 선·사이타마 고속철도선 아카바네이와부치 역 지상 부근의 기타모토 거리상에 있었다. 사이타마현에서는 아카바네로부터 가와구치시 또는 하토가야 시 방면으로의 노면 전차 연장이 요망되고 있었지만, 후에 사이타마 고속철도선으로서 실현되게 된다.

## 역 목록
| 역 번호 | 역 사진 | 역 이름                 | 일본어 이름  | 접속 노선                                       | 소재지 | 소재지                                   |
| ------- | ------- | ----------------------- | ------------ | ----------------------------------------------- | ------ | ---------------------------------------- |
| SA 01   |         | 미노와바시              | 三ノ輪橋     | ○ 도쿄 지하철 히비야 선 미노와 역               | 도쿄도 | 아라카와구                               |
| SA 02   |         | 아라카와 제일 중학교 앞 | 荒川一中前   |                                                 | 도쿄도 | 아라카와구                               |
| SA 03   |         | 아라카와 구청 앞        | 荒川区役所前 |                                                 | 도쿄도 | 아라카와구                               |
| SA 04   |         | 아라카와 2초메          | 荒川二丁目   |                                                 | 도쿄도 | 아라카와구                               |
| SA 05   |         | 아라카와 7초메          | 荒川七丁目   |                                                 | 도쿄도 | 아라카와구                               |
| SA 06   |         | 마치야 역 앞            | 町屋駅前     | 게이세이 전철 본선 ○ 도쿄 지하철 지요다 선      | 도쿄도 | 아라카와구                               |
| SA 07   |         | 마치야 2초메            | 町屋二丁目   |                                                 | 도쿄도 | 아라카와구                               |
| SA 08   |         | 히가시오구 3초메        | 東尾久三丁目 |                                                 | 도쿄도 | 아라카와구                               |
| SA 09   |         | 구마노 앞               | 熊野前       | 닛포리 도네리 라이너                            | 도쿄도 | 아라카와구                               |
| SA 10   |         | 미야노마에              | 宮ノ前       |                                                 | 도쿄도 | 아라카와구                               |
| SA 11   |         | 오다이                  | 小台         |                                                 | 도쿄도 | 아라카와구                               |
| SA 12   |         | 아라카와 유원지 앞      | 荒川遊園地前 |                                                 | 도쿄도 | 아라카와구                               |
| SA 13   |         | 아라카와 차고 앞        | 荒川車庫前   |                                                 | 도쿄도 | 아라카와구                               |
| SA 14   |         | 가지와라                | 梶原         | 기타구                                          | 도쿄도 |                                          |
| SA 15   |         | 사카에초                | 栄町         | 기타구                                          | 도쿄도 |                                          |
| SA 16   |         | 오지 역 앞              | 王子駅前     | 기타구                                          | 도쿄도 | 게이힌 도호쿠 선 ○ 도쿄 지하철 난보쿠 선 |
| SA 17   |         | 아스카야마              | 飛鳥山       | 기타구                                          | 도쿄도 |                                          |
| SA 18   |         | 다키노가와 1초메        | 滝野川一丁目 | 기타구                                          | 도쿄도 |                                          |
| SA 19   |         | 니시가하라 4초메        | 西ヶ原四丁目 | 기타구                                          | 도쿄도 |                                          |
| SA 20   |         | 신코신즈카              | 新庚申塚     | ○ 도쿄 도 교통국 지하철 미타 선 (니시스가모 역) | 도쿄도 | 도시마구                                 |
| SA 21   |         | 고신즈카                | 庚申塚       |                                                 | 도쿄도 | 도시마구                                 |
| SA 22   |         | 스가모신덴              | 巣鴨新田     |                                                 | 도쿄도 | 도시마구                                 |
| SA 23   |         | 오쓰카 역 앞            | 大塚駅前     | 동일본 여객철도 야마노테 선                     | 도쿄도 | 도시마구                                 |
| SA 24   |         | 무코하라                | 向原駅       |                                                 | 도쿄도 | 도시마구                                 |
| SA 25   |         | 히가시이케부쿠로 4초메  | 東池袋四丁目 | ○ 도쿄 지하철 유라쿠초 선 (히가시이케부쿠로 역) | 도쿄도 | 도시마구                                 |
| SA 26   |         | 도덴 조시가야           | 都電雑司ヶ谷 |                                                 | 도쿄도 | 도시마구                                 |
| SA 27   |         | 기시보진 앞             | 鬼子母神前   | ○ 도쿄 지하철 후쿠토신 선 (조시가야 역)         | 도쿄도 | 도시마구                                 |
| SA 28   |         | 가쿠슈인시타            | 学習院下     |                                                 | 도쿄도 | 도시마구                                 |
| SA 29   |         | 오모카게바시            | 面影橋       | 신주쿠구                                        | 도쿄도 |                                          |
| SA 30   |         | 와세다                  | 早稲田       | 신주쿠구                                        | 도쿄도 |                                          |

## 연선 풍경

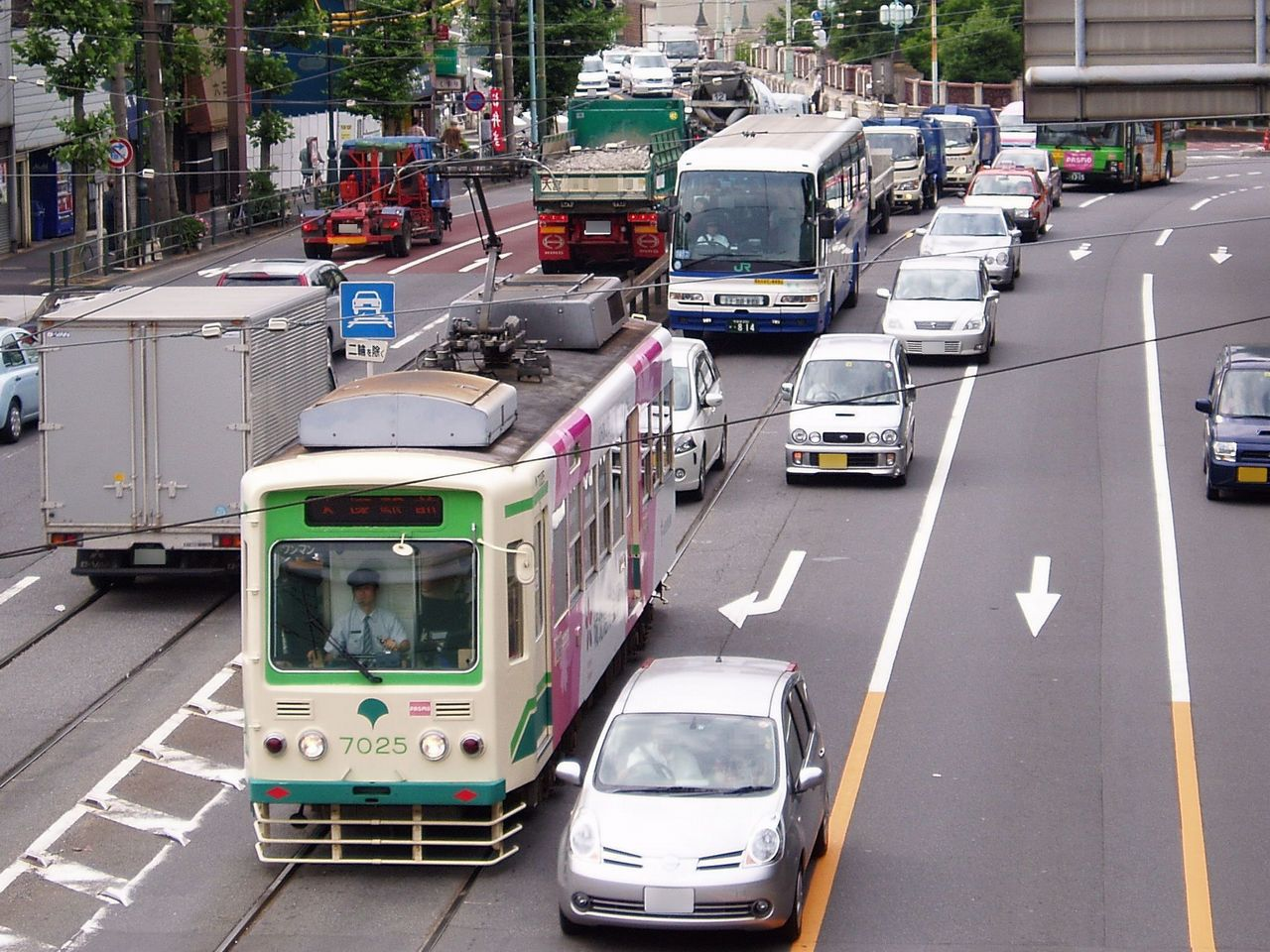
병용 궤도를 달리는 7000형
(아스카 산 부근,2007년 6월 9일 촬영)

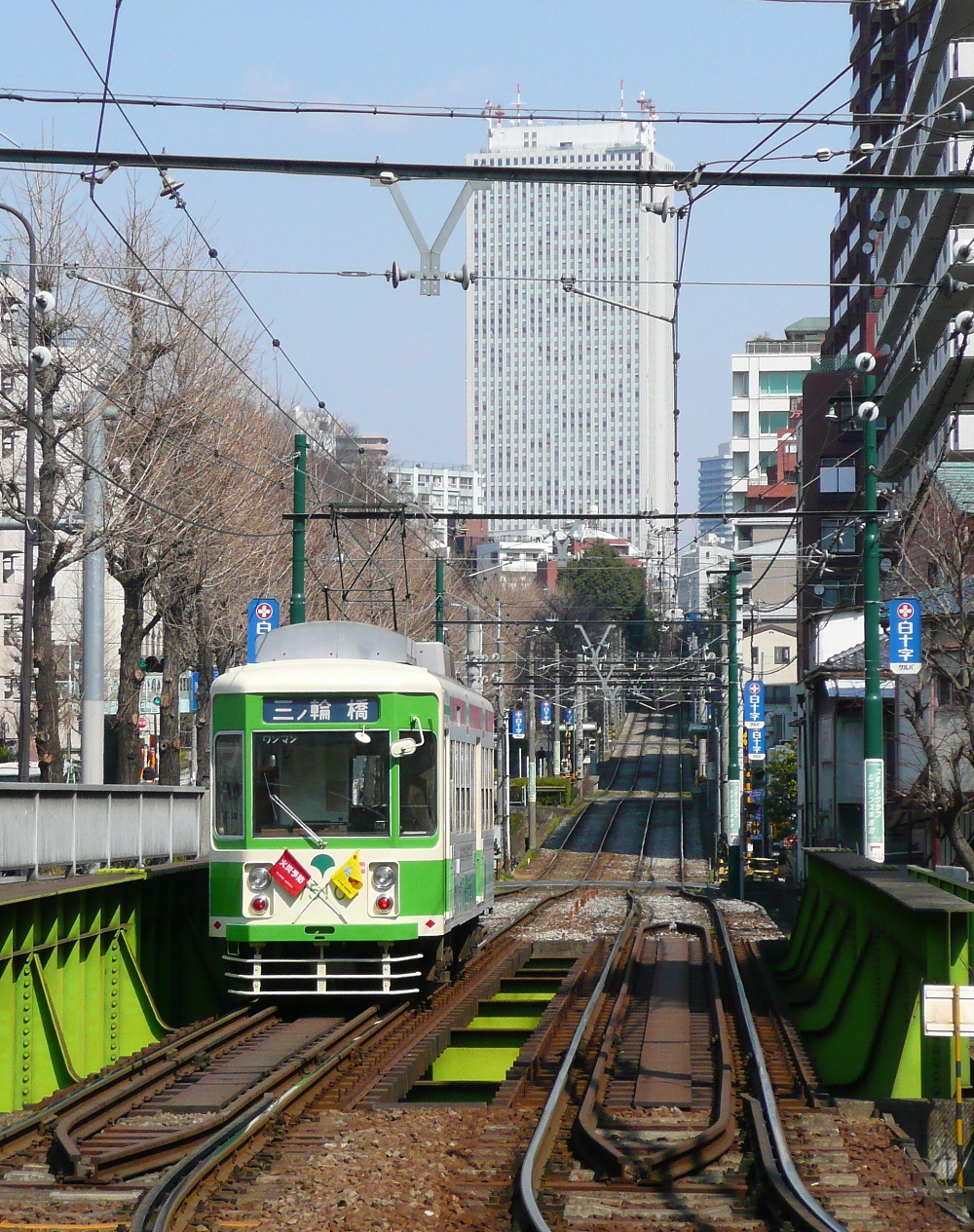
다카도바시 부근을 달리는 7500형(2008년 3월 7일 촬영)

도쿄 지하철 히비야 선 미노와 역으로부터 닛코 가도 북쪽으로 3분 정도 걸으면 「우메자와 사진관」빌딩이 보인다. 이 빌딩은 구 「오지 전기 궤도」본사 빌딩으로 음식점 등이 줄선 빌딩 1층의 통로를 빠져 나가면, 쇼와 30-40년대(1950년대 중반~1960년대 중반)를 생각나게 하는 상가의 안에 기점의 미노와바시 정류소가 있다. 당초는 우메자와 사진관 빌딩의 위치에 정류소가 있던 것 같다.
승객은 주부나 도쿄 도 교통국의 실버 패스를 소지한 고령자층이 많아, 이른바 변두리의 생활감이 감도는 곳을 달려 간다. 오른편에 도쿄 도 하수도국·하수처리장이 보인다. 여기는 일본 최초의 하수처리장으로, 처리장 위의 인공지반에 아라카와 자연 공원이 있다.
약 5분 후, 게이세이 본선과 도쿄 지하철 지요다 선이 교차하는 마치야 역 앞 정류소에 도착한다. 1990년대에 행해진 재개발 전에는 승강장과 일체화한 목조의 대중 식당이나 파칭코 가게,매점, 사진관 등이 있는 생활감 넘치는 변두리의 광경이 남아 있었지만, 재개발에 수반해 크게 양상이 바뀌었다.
마치야 역 앞에서는 강의 변두리의 주택이나 작은 공장이 밀집하는 지구를 달린다. 닛포리·도네리 라이너를 빠져 나가는 구마노 앞부터 오다이까지는 노면을 주행하는 구간이지만, 궤도부의 양쪽을 연석으로 굳힌 센타리자베이션 방식이 되고 있어 궤도부내의 자동차의 노선 연장은 할 수 없게 되어 있다. 15분 정도 달리면 아라카와유원지 앞을 거치고, 아라카와 선의 중추인 아라카와 전철 영업소가 있는 아라카와 차고 앞을 지나 오지 역 앞 정류소에 도착한다. 여기에서는 환승 등으로 상당한 승객이 바뀌며, 메이지 도리를 왼쪽으로 돌아 재차 노면을 주행하는 구간에 들어간다. 이 구간은 궤도부내의 자동차의 노선 연장이 가능하게 되어 있다. 좌측으로 도내의 명소인 아스카 산 공원을 바라보면서 66‰의 급구배를 오른다.
메이지 도리를 오른쪽으로 나가 전용 궤도에 들어가, 아스카야마 정류소에 도착한다. 봄의 꽃놀이 시즌은 혼잡이 격렬하고, 휴일은 2,3차량 기다리지 않으면 탈 수 없을 정도의 혼잡이 된다. 이 앞은 높은 지대의 기복이 풍부한 지구를 달린다. 연선에 고교나 대학이 많기 때문에 등·하교의 시간대는 학생으로 혼잡하다. 덧붙여 그 중에 니시가하라에 있었던 도쿄 외국어대학은 2000년에 후추시로 이전했다.
「할머니의 하라주쿠」라는 별명의 다카이와 신사의 근처인 고신즈카 정류소를 빠져 오쓰카역 앞 정류소를 지나면 히가시이케부쿠로 4정목 정류소에서 선샤인 빌딩의 옆을 지난다. 선샤인 빌딩과 노면 전차의 편성은 사진이나 TV프로 촬영의 정평으로서 자주 다루어진다.
미나미이케부쿠로,조시가야,기시보진,가쿠슈인시타 부근은 도쿄 지하철 후쿠토신 선이 개통해 동선의 건설에 임해 선로 가의 민가가 철거되는 등 경관이 크게 변한다.
메이지 도리를 따라서가는 강으로 향하고 비탈을 내려간다. 다카도바시에서 니이메대로의 중앙 부분으로 옮기고 왼쪽(동쪽)에서 700m 정도 가면 종착 정류장인 와세다 정류소에 도착한다. 근처에는 와세다 대학이 있다. 도쿄 지하철 도자이 선의 와세다 역은 직선 거리에서 남쪽으로 약 600m 떨어져 있다. 선로가 끊어진 200m 앞의 우측에는 도쿄 도 경영 버스 와세다 영업소가 있어,신주쿠·시부야·우에노 방면으로의 도쿄 도 경영 버스 노선이 발착하는 것 외에 노면 전차의 정기권도 발매하고 있다. 여기는 한 때의 노면 전차 와세다 차고로, 노면 전차 전성기에는 선로가 연결되어 있었다.

## 차량
- 7000형

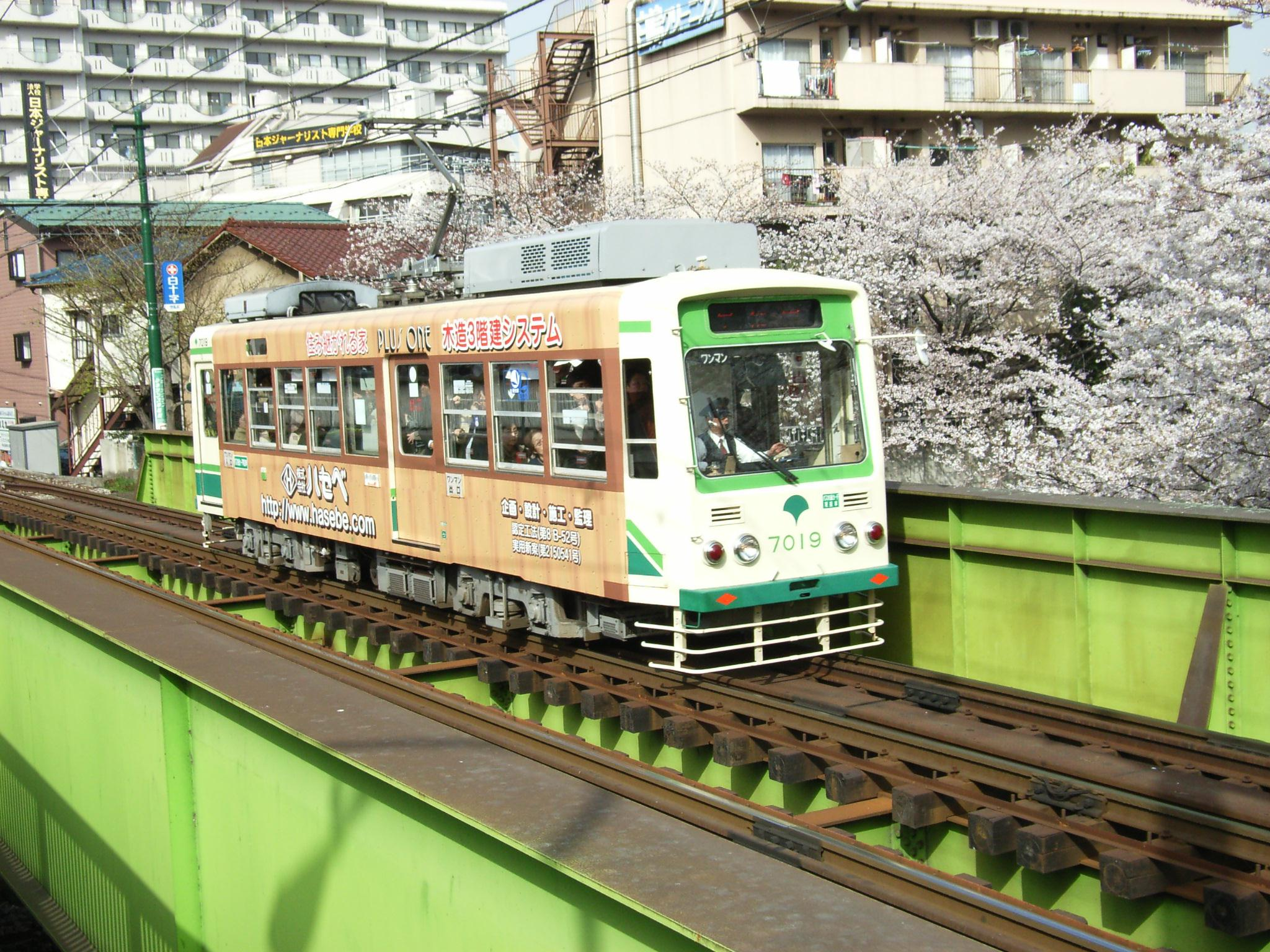
랩핑 광고가 씌워진 7000형
(가쿠슈인시타 부근, 2006년
4월 1일 촬영)

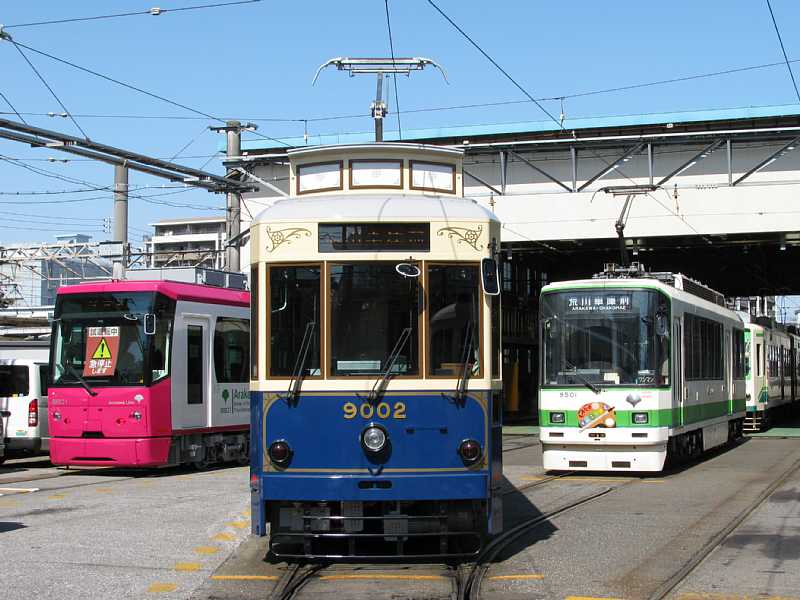
도쿄 노면 전차의 신세대 차량 3종(아라카와 전철 영업소,2009년 3월 10일 촬영)

- 7500형(2011년까지 8800형으로 전차량 대차 예정)

상기의 2형식은 아라카와 선 성립 이전부터 사용되고 있다.
- 8000형

상기의 2형식의 노후화에 수반해 1990년에 증비된 형식이다. 당초는 2형식 전차를 본형식에서 옮겨놓는 구상도 있었지만, 재정면에서의 관계나 잉여차를 내지 않도록 5양으로 되어있다.
- 9000형

쇼와 초기의 도쿄 시영 전차와 같은 형식의 차량으로서 2001년에 운전을 종료한 6000형에 대신하는 신 이벤트 차량으로서 9001호 1량을 신조해, 2007년 5월 27일에 운행을 개시했다. 2008년에 9002호가 신조되었다.
- 8800형

9000형과는 다른 신형 차량으로서 2009년 4월 26일에 운용을 개시했다. 도입에 앞서 2008년 1월에 차량의 디자인이 3안 제시되어 일반 공모에 의한 디자인 투표(투표 기간：2008년 1월 16일 - 25일)를 한 결과, 최다 득표를 획득한 유선형의 디자인이 채용되었다. 향후 10량이 증비 되어 7500형과 치환될 예정이 되고 있다.
재정난의 도쿄 도 교통국의 수익원을 조금이라도 확보하기 위해 운행되고 있는 차량의 대부분은 차체 외부에 전면 광고가 씌워진 이른바 랩핑 차량으로, 광고가 없는 차량은 적다.
입구문(진행 방향 좌측의 앞도어)옆에 차량 번호와는 별도로 2자리수의 번호가 기재되어 있지만, 이것은 열차 무선이나 운행 관리 시스템의 ID이다(결번 있음).

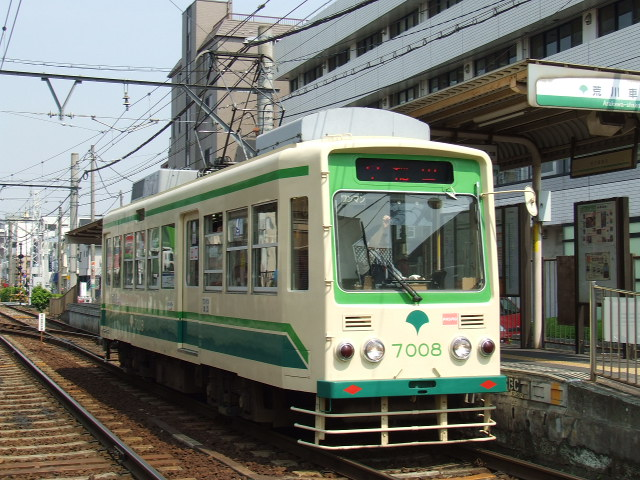
7000형 전동차
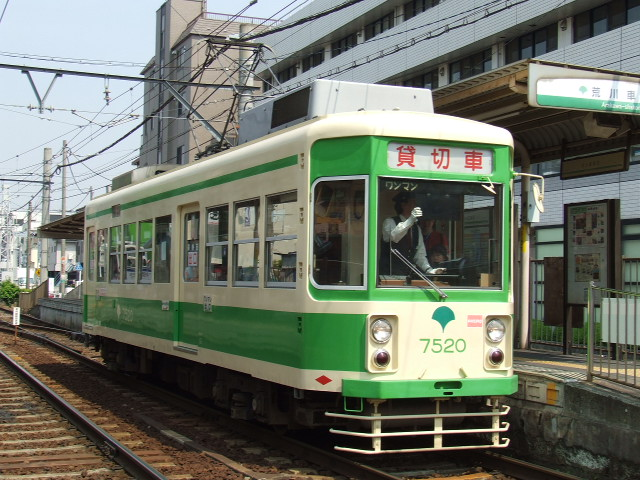
7500형 전동차
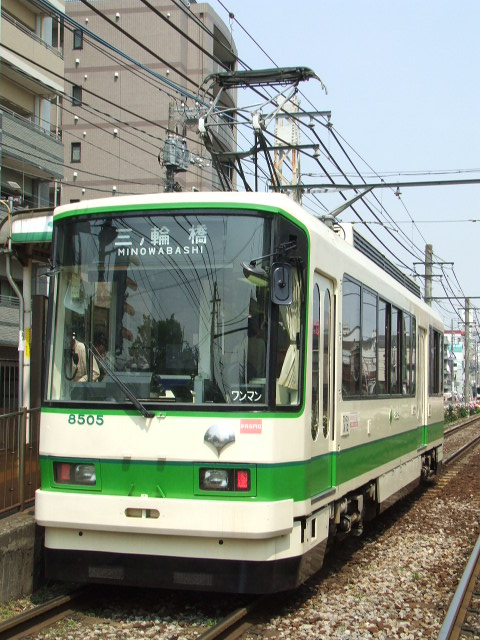
8500형 전동차
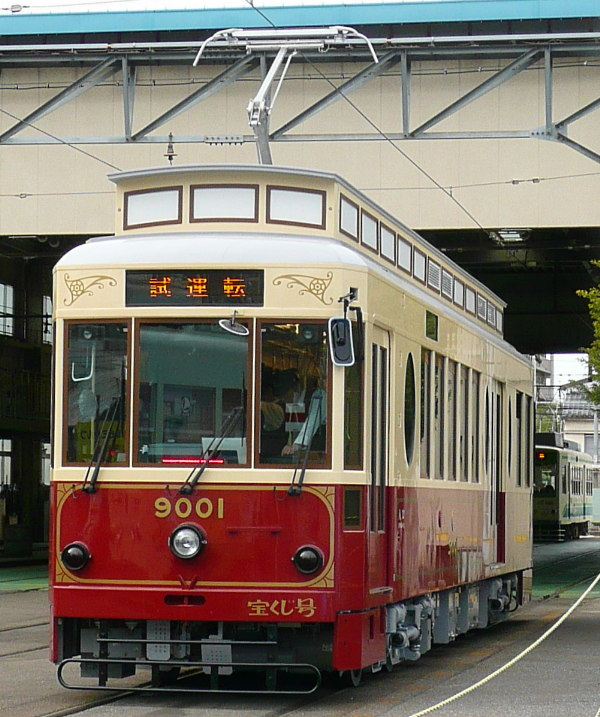
9000형 전동차(9001호차)
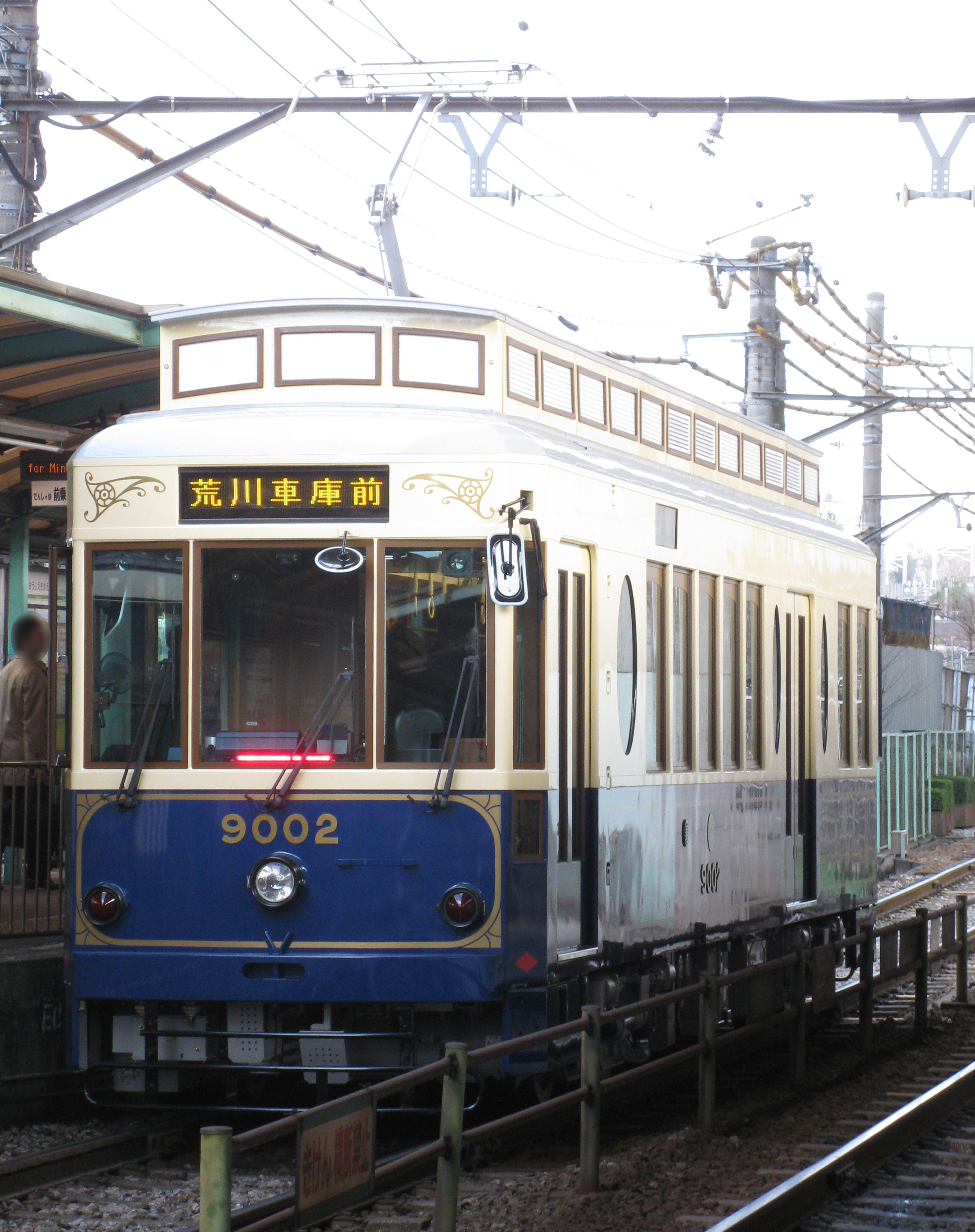
9000형 전동차(9002호차)

### 과거에 운행된 차량
- 6000형

1950년대의 노면 전차 전성기의 주력 형식이며, 아라카와 선에서는 1978년에 1인 승무화 될 때까지 13량이 사용되었으며,그 중 5량이 1인 승무화 기념 꽃전차로 개조된 후에 폐차되어, 유일하게 6152호차만이 응급차(사업용)로서 남겨졌다. 이 차량은 1987년에 이벤트 차량으로서 부활해, 후에 황색에 적대로부터 심록(→초록)과 크림의 투톤 도장으로 변경되어 1달 1회의 휴일의 이벤트 운행이나 대절 열차를 중심으로 운행되고 있었지만, 2000년의 게이후쿠 전기 철도 충돌사고 후의 점검으로 브레이크가 1계통밖에 없는 것이 문제가 되어, 동년에 휴차, 2001년에 폐차되어 2003년 이후는 아라가와 유원지에서 정태 보존되고 있다. 그 후, 이벤트 차량은 2007년에 등장한 9000형까지는 없었던 것이 된다.
그 밖에,6000형과 동형이지만 전체 길이가 짧은 3000형, 쇼와 초기에 제조된 소형차인 1000형, 1950년대에 대량으로 생산되어 각 영업소에 투입된 경제차 8000형,스기나미 선으로부터 전속한 경량 차체의 2500형, 오지 전기 궤도 인계의 100형·120형·150형·160형·170형이 사용되고 있었다.
덧붙여 2008년 9월 27일에 개최된 「아라카와 선의 날」기념 이벤트로,30년간 도내의 개인 주택에 정태 보존되고 있었던 6000형 6086호차가 아라카와 전철 영업소에서 일반인에게 공개되었다.

## 그 외
- 발차전에 도어를 승차용·하차용의 양쪽 모두 닫았을 때에 「짤랑」이라고 하는 옛날부터의 발차 신호소리(「짤랑 전철」의 유래이기도 하다)를 들을 수 있지만, 이것은 노면 전차에서는 이벤트용 차량을 제외하면 현재 유일한 것이다(노면 전차 이외를 포함하면 나고야철도 등에도 남아 있다).잡지 「철도 피크트리알」614호(특집：도쿄 도전)의 기술에 의하면 1인 승무화에 의해, 그 때까지 차장이 「발차합니다」라고 방송하고 있던 것이 없어지는 대신, 승객에게의 발차 신호로서 정비된 것이다고 한다.
- 매년 6월 10일의 「노면 전차의 날」이나 10월 1일의 「아라카와 선의 날」에는 기념 이벤트가 개최되어 기념버스 공통 카드가 발매되는 일이 있다.
- 한시기에 이케부쿠로역 동쪽 출입구에 지선 건설이나 다카다노바바역·신주쿠역 방면으로의 연장이 구상되었던 적이 있었지만, 히로시마 전철에 있어서의 그린 무버 시리즈의 도입이나 도야마 라이트 레일 개통 등에 비롯되는 노면 전차의 재검토나 라이트 레일 도입이 되고 있기 때문에, 요즈음 다시 검토되고 있다. 그러나, 후에 이케부쿠로 역 동쪽 출입구로의 노면 전차의 건설은 션샤인 시티를 순환하는 루트가 되었다.
- 1970년대에는 오쓰카 역 앞 - 와세다간의 폐지가 검토되었지만, 승객이나 현지 주민의 계속 탄원의 운동이 일어나 계획이 백지화되었다.
- 2008년 3월부터 8500형을 제외한 전차량의 자동 안내 방송에 영어 방송이 추가되었다.
- 메이지도리상의 급구배를 달리는 오지 - 아스카 산간에서 2008년 4월부터 2009년 1월에 걸쳐 우천시에 대형 덤프트럭이나 레저용 다목적차가 넘어져 선로를 막아, 운행할 수 없게 되는 사고가 4건 발생했다. 심각한 사고로 연결될 우려도 있어, 경시청과 함께 대책을 강구하고 있다.
- 토덴 아라카와선의 아라카와영업소(아라카와차고앞역)에는 와세다역, 아라카와차고앞역,미노와바시역 방문 기념스탬프가 비치되어 있다.

## 같이 보기
- 도쿄 도 교통국
- 도쿄 도 교통국 지하철 아사쿠사 선
- 도쿄 도 교통국 지하철 미타 선
- 도쿄 도 교통국 지하철 신주쿠 선
- 도쿄 도 교통국 지하철 오에도 선
- 도쿄 도 교통국 버스
- 도쿄 도 교통국 모노레일 우에노 현수선
- 도쿄 도 교통국 신교통 닛포리·도네리 라이너